# Python breitensteini
Python breitensteini (лат.) — вид змей из семейства питонов, обитающий в Юго-Восточной Азии.

## Описание
Общая длина достигает 3 м, вес до 13,6 кг. От других питонов отличается очень коротким и тонким хвостом, а также массивным толстым туловищем. Окраска светло-коричневая или бежевая, на спине и на боках присутствует рисунок из вытянутых продольных неправильных пятен коричневого или тёмно-бурого цвета с красноватым отливом и волнистыми краями, которые часто сливаются между собой. Голова сверху тёмно-жёлтая. На шее и передней части туловища, а также в задней трети тела по позвоночнику проходит широкая желтоватая полоса.

## Образ жизни
Живёт во влажных тропических лесах, придерживается болотистых участков берегов водоёмов. Питается грызунами, млекопитающими, ящерицами и змеями.

## Размножение
Это яйцекладущая змея. Самка откладывает до 15 яиц. Молодые питоны появляются через 75 дней.

## Распространение
Обитает на острове Калимантан. Иногда встречается в Сингапуре, островах Сабах и Саравак.

## Галерея

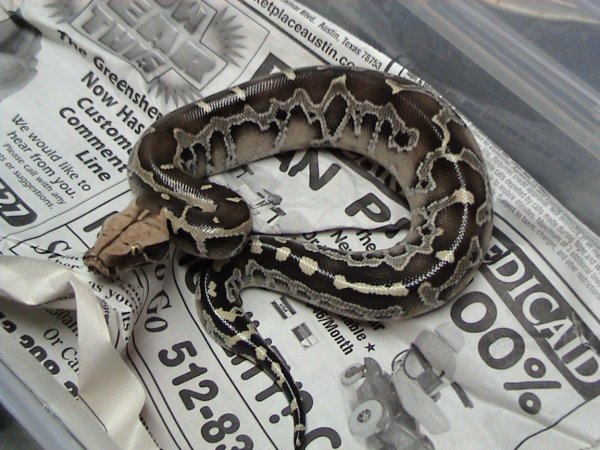
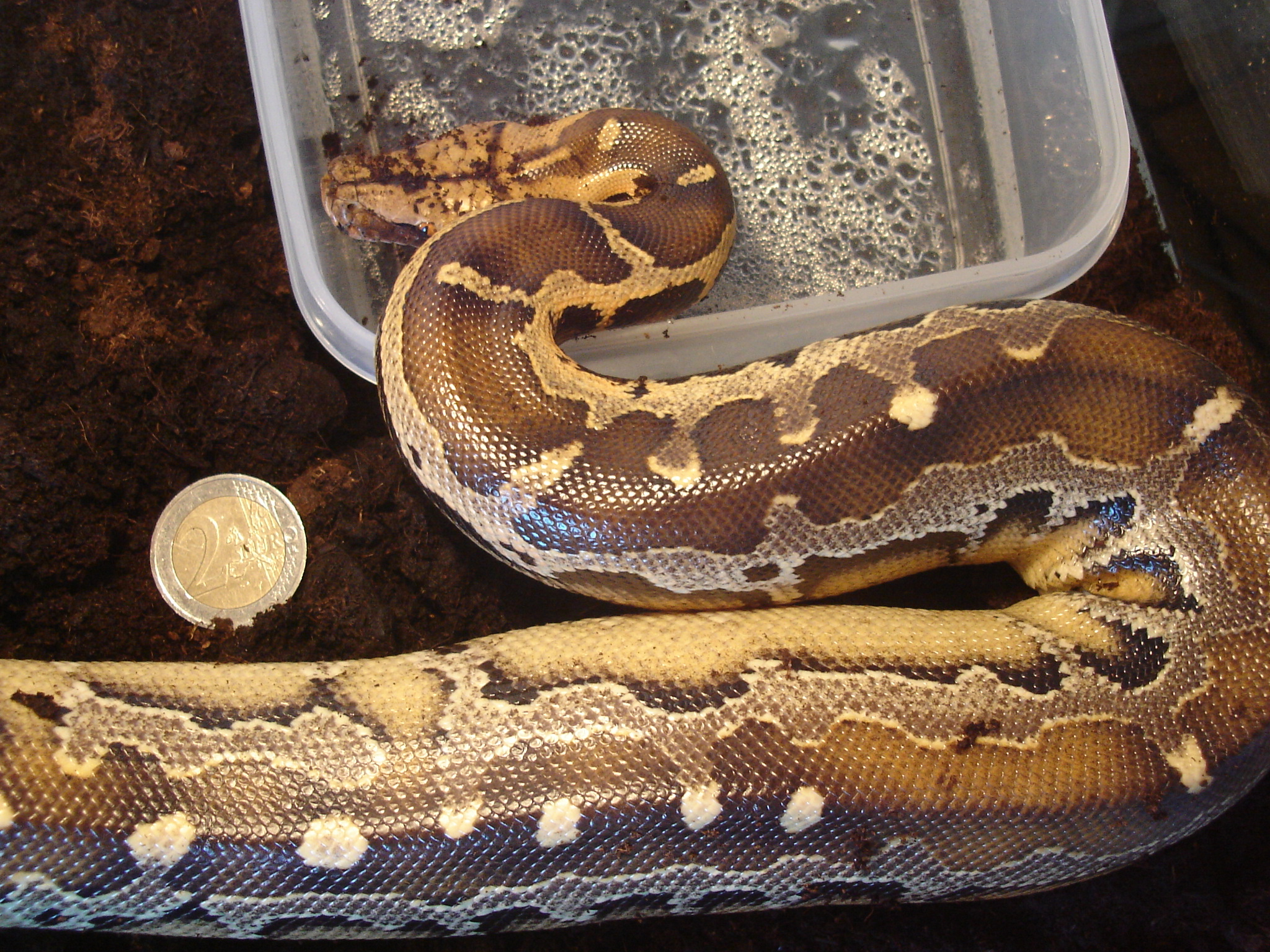